# Illusions perdues (mini-série, 1966)
Pour les articles homonymes, voir Illusions perdues (homonymie).
Illusions perdues est un mini-série française en quatre épisodes de 100 minutes, en noir et blanc, réalisé par Maurice Cazeneuve d'après le roman éponyme d'Honoré de Balzac, et diffusé à partir du 5 mars 1966 sur la première chaîne de l’ORTF.

## Synopsis
Début du XIXe siècle. Issu de la partie basse d’Angoulême, Lucien Chardon, fils d'un pharmacien roturier et d'une mère noble (de Rubempré), fait les délices du salon de madame de Bargeton. Ce salon réunit dans la partie haute d'Angoulême tout ce que la petite ville compte de notables. Madame de Bargeton s'ennuie et tombe amoureuse de Lucien auquel elle prête un grand talent de poète, au grand dam de monsieur du Châtelet. Madame de Bargeton s'enfuit à Paris avec Lucien, mais arrivée là, et instruite par sa parente, la marquise d’Espard, elle comprend son erreur et abandonne Lucien aussitôt.
Lucien, qui n'arrive pas à publier ses poèmes, se fait journaliste, entraîné par Étienne Lousteau. Plumitif féroce, il se venge des libraires qui ont refusé son manuscrit en démolissant leurs publications. C'est alors qu'il rencontre Coralie, une actrice prostituée qu'entretient le vieux Camusot. Ils tombent amoureux l'un de l'autre et Coralie congédie son protecteur en pensant que les deux tourtereaux pourront vivre de la plume de Lucien et du travail sur scène de Coralie. Mais Camusot se venge en retournant le public du théâtre contre elle, et Lucien n'arrive plus à placer ses articles. Tous deux sombrent dans la misère, et Coralie meurt car elle n'a pas d'argent pour se soigner. Après son enterrement, Lucien, ayant perdu toutes ses illusions, quitte Paris et retourne d'où il est venu.

## Fiche technique
- Titre : Illusions perdues
- Réalisation : Maurice Cazeneuve
- Scénario : Maurice Cazeneuve, d’après le roman d'Honoré de Balzac
- Photographie : Roger Arrignon
- Directeur de la photographie : Roger Arrignon
- Cadreurs : René Versini, Claude Porcher
- Ingénieur du son : Charles Rabeuf
- Premier assistant : Bernard Maigrot
- Musique : Tony Aubin
- Costumes : Pierre Cadot, Christiane Coste
- Sociétés de production : ORTF (France), Rai (Italie), ZDF (Allemagne de l'Ouest)
- Chaîne de diffusion : première chaîne de l'ORTF (France)
- Pays d'origine :  France
- Format : noir et blanc — Format d'image : 1.33 : 1 — son : mono
- Genre : drame psychologique
- Durée : 4 épisodes de 100 minutes (1 h 66)
- Date de première diffusion : 5 mars 1966

## Distribution
- Yves Rénier : Lucien de Rubempré
- Anne Vernon : madame de Bargeton
- Élisabeth Wiener : Coralie
- Nicole Gueden : Florine
- Claude Cerval : Andoche Finot
- Paul Bonifas : Camusot
- Jacques Monod : Dauriat
- François Chaumette : monsieur du Châtelet
- Louis Arbessier : monsieur de Bargeton, époux de madame de Bargeton
- Claude Marcault : Ève Chardon
- Serge Maillat : David Séchard
- Jeannine Crispin : madame Chardon, mère de Lucien de Rubempré
- Nadia Gray : marquise d’Espard
- Bernard Noël : Étienne Lousteau
- Denis Manuel : Daniel d'Arthez
- Lucien Barjon : duc de Réthoré
- Max Fournel : Eugène de Rastignac
- Jacques Clancy : Henri de Marsay
- Jacques Maréchal : Michel Chrestien
- Christian Le Guillochet : Horace Bianchon
- Rolph Spath : Joseph Bridau
- Jacques Degor : Fulgence Ridal
- Claude Beauthéac : Léon Giraud
- Lucien Raimbourg : Doguereau l'éditeur
- Raymonde Vattier : madame Doguereau
- Mathilde Casadessus : Zéphirine de Senonches, dite Zizine
- André Var : monsieur de Chandour
- Edith Perret : Amélie de Chandour
- Hélène Duc : madame Bartas
- Alain Nobis : monsieur Dubruel
- Georges Favre : monsieur Matifat
- Gilles Quéant : Émile Blondet
- Mario Pilar : Raoul Nathan
- Raoul Delfosse : Astolphe de Saintot
- Robert Lepers : monsieur Méthivier
- André Andrey : Albert
- Alfred Pasquali : le directeur du théâtre
- Louison Roblin : Bérénice
- Florence Brière : la logeuse
- Jacqueline Rivière : la bonne
- Maïté Mansoura : la domestique de Florine
- Patricia Besson : la spectatrice de l'opéra
- Claude Badolle : le patron de l'hôtel du Gaillard-Bois
- Jean Juillard : le patron du restaurant Flicoteaux
- Léonce Corne : l'usurier Samanon
- Maurice Villiod : le prêtre
- Jean Negroni : le narrateur